# Bernd Schünemann
Bernd Schünemann (* 1. November 1944 in Broistedt) ist ein deutscher Rechtswissenschaftler und Rechtsphilosoph.

## Leben und Werk
Nach dem Abitur 1963 in Braunschweig nahm Schünemann das Studium der Rechtswissenschaften in Göttingen, Berlin und Hamburg auf, das er 1967 mit der Ersten Juristischen Staatsprüfung abschloss.
1971 wurde er unter Claus Roxin an der Universität Göttingen mit der Dissertation Grund und Grenzen der unechten Unterlassungsdelikte promoviert und legte im selben Jahr die Zweite Juristische Staatsprüfung ab. Anschließend arbeitete Schünemann als wissenschaftlicher Assistent am Lehrstuhl seines Doktorvaters zunächst in Göttingen, dann in München, wo er sich 1975 in den Fächern Strafrecht, Strafprozessrecht und Rechtsphilosophie habilitierte.
Zum Wintersemester des gleichen Jahres wurde er Wissenschaftlicher Rat und Professor an der Universität Bonn. Es folgten die Stationen Mannheim und Freiburg, ehe er zum Wintersemester 1989/90 als Inhaber des Lehrstuhls für Strafrecht, Strafprozessrecht, Rechtssoziologie und Rechtsphilosophie an die LMU München wechselte, wo er dem Institut für die gesamten Strafrechtswissenschaften, Rechtsphilosophie und Rechtsinformatik als Direktor vorsteht.
Schünemann war u. a. als Gutachter für den Deutschen Juristentag und den Deutschen Bundestag tätig. Daneben kann er auf eine umfangreiche Vortrags- und Beratungstätigkeit bei der Gesetzgebung in europäischen, ostasiatischen und lateinamerikanischen Ländern zurückblicken, wofür ihm bis dato sechs Universitäten die Ehrendoktorwürde verliehen haben.
Schwerpunkte der wissenschaftlichen Arbeit Schünemanns liegen im Bereich der Absprachen im Strafverfahren, die er scharf kritisiert, der Europäisierung der Strafrechtspflege und der Wirtschaftskriminalität, insbesondere der Untreue, wenngleich er darüber hinaus auf ein umfassendes strafrechtsdogmatisches und kriminalpolitisches Werk von über 30 Monographien – zum Teil als Herausgeber – und zahlreichen Aufsätzen in deutschen und internationalen Fachzeitschriften blicken kann.
Schünemann war der Strafverteidiger des früheren Politikers Stefan Mappus und vertrat diesen 2014 vor einem Untersuchungsausschuss des Landtags von Baden-Württemberg.
In den 1990er Jahren engagierte sich Schünemann kurzzeitig in der STATT-Partei, wurde als deren Bundesvorsitzender allerdings nach kurzer Amtszeit wieder abgelöst. Im Jahr 2012 erstattete er im Rahmen der sogenannten Euro-Rettung Strafanzeige gegen den Vorstand der Deutschen Bundesbank, da er in der Übernahme von Target-Salden eine strafbare Untreue erblickte. Zuletzt machte er als Mitverteidiger von Christian Olearius im Cum-Ex Skandal der Warburg-Bank von sich reden.
Viele seiner wichtigen Werke werden 2020 in einer dreibändigen Sammlung versammelt (s. u. für Bibliographie).

## Schriften (Auswahl)
- Absprachen im Strafverfahren? Grundlagen, Gegenstände und Grenzen. Gutachten B zum 58. Deutschen Juristentag, München 1990.
- Wetterzeichen vom Untergang der deutschen Rechtskultur – Die Urteilsabsprachen als Abgesang auf die Gesetzesbindung der Justiz und den Beruf unserer Zeit zur Gesetzgebung, Berlin 2005, ISBN 3-8305-1031-4.
- Leipziger Kommentar zum Strafgesetzbuch, 11. Auflage, Berlin 2006, Band 7, § 266.
- Nachwort in: „A 115 – Der Sturz“ von Thomas Middelhoff, Langen Müller, München 2017, ISBN 978-3-7844-3425-4.
- Gesammelte Werke, 3 Bände, Berlin/Boston 2020.
  - Band I: Rechtsfindung im Rechtsstaat und Dogmatik als ihr Fundament
  - Band II: Täterschaft als Herrschaft über den Grund des Erfolges
  - Band III: Strafprozessrecht und Strafprozessreform